# Хоменки (Хорольский район)
Хоменки (укр. Хоменки) — село,
Мусиевский сельский совет,
Хорольский район,
Полтавская область,
Украина.
Код КОАТУУ — 5324883215. Население по переписи 2001 года составляло 98 человек.

## Географическое положение
Село Хоменки находится на расстоянии в 0,5 км от села Шкили.
Через село проходит автомобильная дорога Т-1709.

## История
Есть на карте 1869 года как   *заренков